# 塩澤英真
塩澤 英真（しおざわ ひでまさ、1986年7月24日 - ）は、日本の俳優・歌手である。東京都福生市出身。身長175cm、体重56kg。血液型O型。

## 概略
前所属事務所はスターダストプロモーション。その後フリー期間を経てステッカーに所属するが、2013年2月28日をもって退社、再びフリーで活動する。2015年8月24日、プロマージュに所属。現在はフリー。スターダスト時代のマネージャーがマネージメントをしている。

## 来歴・人物
- 趣味はダンス、料理。特技は水泳。Jamming Flowのメンバー（現在長期休止中）。
- 2002年、第15回『ジュノン・スーパーボーイ・コンテスト』で準グランプリ受賞。
- 2006年、加藤康起とツインヴォーカル・ユニット『sprout』を結成。『One Love』（作詞：塩澤英真）でインディーズ・デビュー。その後、加藤康起が抜け、平牧仁と二人で活動していたが、2007年8月31日をもって活動休止。
- 2007年、雑誌『Fine』でモデルオーディション準グランプリを受賞、約1年間専属モデルとして活動。
- 2009年、伊藤由奈 feat.Spontania『今でも 会いたいよ…』のプロモーションビデオに出演。以降、芸能活動を本格的に再開した。

## 出演作品

### テレビドラマ
- 笑顔の法則（2003年4月13日〜6月22日、TBS）- 赤村雅之 役
- WATER BOYS（2003年7月1日 - 9月9日、フジテレビ）- 岩崎 役
- ライオン先生（2003年10月13日 - 12月15日よみうりテレビ）- 桂隆史 役
- ほんとにあった怖い話 『うしろの女』（2004年2月7日、フジテレビ）- 森本貴之 役
- こちら本池上署4 第9話（2004年12月13日、TBS）- 香田光 役
- ディビジョン1 ステージ11『青空恋星』（2005年3月16日・23日、フジテレビ）- 川村恭平 役
- 恋する日曜日（セカンドシリーズ）第12話『アニー』（2005年6月19日、BS-i）- 穴井ジンタ 役
- 恋愛診断 第2章『サヨナラのメロディ』（2007年、テレビ東京）- 葉月カズ 役
- インディゴの夜 第7話・第8話（2010年1月13日・14日、東海テレビ）- ハヂメ 役
- 金曜プレステージ 『産科医　大河内あかね』（2010年12月3日、フジテレビ）- 鳥居弘樹 役
- 山田くんと7人の魔女 第2話（2013年8月17日、フジテレビ）- 寧々MENS No.2 役

### WEBドラマ
- 連続舞台小説DAB+（2015年1月21日　- 3月8日・4月29日）- 主演・真島一郎 役

### バラエティ
- 1億人の大質問!?笑ってコラえて!（2010年6月16日、日本テレビ）金の卵の旅SP 堤幸彦監督・映画特別授業 - 主演男優役
- H.I.S. presents テリー伊藤の世界のタビセツ（2012年5月4日・11日・18日・25日、TOKYO MX）
- IVESTA TV（2020年4月29日 - 5月20日、TOKYO MX・BS日テレ）
- プロステTV（2022年1月5日 - 3月16日、TOKYO MX・BS日テレ、#1 - #3）

### 映画
- 楳図かずお恐怖劇場『絶食』（2005年6月18日公開、松竹）- 孝雄 役
- こちら葛飾区亀有公園前派出所 THE MOVIE 〜勝どき橋を封鎖せよ!〜（2011年8月6日公開）- ひょうたん座劇団員 役
- OVER END（2011年9月9日公開）- 古田公一 役
- Short Trial Project2011『A LITTLE WORLD』（2012年1月14日公開）- マサキ 役
- めめめのくらげ（2013年4月26日公開）- 玄武 役
- Short Trial Project2012 『Extra』（2013年7月13日公開）- 主演・木下実 役
- Short Trial Project2012 『ドブネズミからの手紙』（2013年7月13日公開)）- タスキ 役
- Miss ZOMBIE（2013年9月14日公開）
- SHORT MOVIE CRASH『柩』（2013年10月26日公開）- 安田隆 役
- とびだせ新選組!（2013年11月30日公開）- 高岡俊平 役
- ラブストーリーズ2 別れた女房の恋人（2016年1月28日公開）- 橋本草太 役
- 劇場版SOARA2『I will. -君が未来を歩くとき-』（2021年10月29日公開）- 衛藤昂輝 役

### ラジオ
- SEEDS OF MOVIES サブライム（FM京都）- 山内亮 役
- 桜庭亮平のブロードバンド!ニッポン - レギュラー出演

### CM
- NTT東日本『夕食』篇（2004年）
- コカ・コーラ『ICE COLD』（2010年）
- 千葉信用金庫（2011年）
- ジョージア『男ですいません。』『サマー』篇（2011年）
- 資生堂　エリクシール・シュペリエル（2012年）- 篠原涼子さんに憧れる守衛 役
- 東京サマーランド（2012年8月1日 - 31日）- 憧れの先輩 役
- すき家『3種のきのこ牛丼』篇・『朝すき』篇（2012年）
- エス・イー・シーエレベーター株式会社『エレベーターリニューアル・絵本』篇（2014年）

### 舞台
- ミュージカル『テニスの王子様』 - 観月はじめ 役
  - ミュージカル『テニスの王子様』More than Limit 聖ルドルフ学院（2004年7月29日 - 8月8日、東京芸術劇場 / 8月11日 - 8月15日、新神戸オリエンタル劇場）[3]
  - ミュージカル『テニスの王子様』コンサート Dream Live 2nd（2005年5月4日、東京ベイNKホール）[4]
  - ミュージカル『テニスの王子様』The Imperial Match 氷帝学園（2005年8月8日 - 14日、日本青年館 / 8月17日 - 20日、大阪メルパルクホール）※日替わりゲスト[5]
- 舞台 『姫子と7人のマモル』（2010年12月18日 - 26日、全労済ホールスペース・ゼロ）- マモル 役 他
- 舞台版『コードギアス 反逆のルルーシュ』騒乱 前夜祭（イヴ）（2012年4月7日 - 16日、かつしかシンフォニーヒルズ）- 枢木スザク 役[6]
- 舞台『Re:verse』（2012年7月3日 - 8日、下北沢「劇」小劇場）
- 舞台『サクラ大戦奏組』 - 桐朋源三郎 役
  - 舞台『サクラ大戦奏組 〜雅なるハーモニー〜』（2012年11月1日 - 11日、全労済ホールスペース・ゼロ）
  - 舞台『サクラ大戦奏組 〜薫風のセレナーデ〜』（2013年9月19日 - 23日、天王洲 銀河劇場）
- 劇団TEAM-ODAC
  - 劇団TEAM-ODAC再演企画公演『ダルマ』（2013年5月15日 - 19日、全労済ホールスペース・ゼロ）- コト 役
  - 劇団TEAM-ODAC第12回本公演『猫と犬と約束の燈』（2013年7月10日 - 14日、紀伊國屋ホール）- 手紙屋 役
- 池袋チャリンコ倶楽部製作 連続舞台小説『スイマー 起きない君の夢に潜る』（2015年3月11日 - 15日、八幡山ワーサルシアター）- 主演・真島一郎 役
- 薔薇色のfrontier（2015年10月28日 - 11月2日、東京芸術劇場シアターウエスト）- ウィル/兵士/使用人/海賊 役
- ミュージカル『監獄学園』PRISON SCHOOL（2018年1月31日 - 2月4日、ザ・ポケット）- ジヨー 役[7]
- 2.5次元ダンスライブ - 衛藤昂輝 役
  - 2.5次元ダンスライブ「ALIVESTAGE Episode 1『Let us go singing as far as we go: the road will be less tedious. - 歌いながら歩こうよ -』」（2019年5月15日 - 19日、草月ホール）[8]
  - 2.5次元ダンスライブ「S.Q.S Episode 4『TSUKINO EMPIRE2 -Beginning of the World-』」（2019年9月26日 - 29日、舞浜アンフィシアター）[9]
  - 2.5次元ダンスライブ「ALIVESTAGE Episode 2『月花神楽』」（2019年11月8日 - 17日、ヒューリックホール東京）[10]
  - 2.5次元ダンスライブ「ALIVESTAGE Episode 3『SCHOOL REVOLUTION Hello 神さま 僕はここにいる！』」（2020年4月24日 - 5月6日、ヒューリックホール東京）※お当番 ※全公演中止
  - 2.5次元ダンスライブ「TSUKIPRO STAGEキソセカイステージ：eins『ソラヲワタルカゼ』」（2020年6月10日 - 13日、立川ステージガーデン） ※全公演中止
  - 「LUNATIC LIVE 2020 in Taiwan」（2020年6月19日 - 21日、信義劇場 Legacy Max） ※全公演中止
  - 2.5次元ダンスライブ「ALIVESTAGE Episode 3『SCHOOL REVOLUTION Hello 神さま 僕はここにいる！』」（2020年10月29日 - 11月8日、ヒューリックホール東京）[11]
  - 2.5次元ダンスライブ「TSUKIPRO STAGE キソセカイステージ：eins『ソラヲワタルカゼ』」（2020年12月19日 - 20日、立川ステージガーデン）※無観客生配信[12]
  - 2.5次元ダンスライブ「ALIVESTAGE Episode 4『WYD』」（2021年2月4日 - 2月14日、ヒューリックホール東京）[13]
  - 2.5次元ダンスライブ「ALIVESTAGE外伝 ZIX STAGE『Break It!』」（2021年2月27日 - 2月28日、草月ホール）[14]
  - 2.5次元ダンスライブ「ALIVESTAGE Episode 5『月野百鬼夜行綺譚 天獄 -君死にたまふことなかれ-』」（2021年9月2日 - 12日、シアターGロッソ）[15]
  - 『LUNATIC LIVE 2021』（2021年9月4日 - 5日、東京ガーデンシアター）※5日のみ出演 ※全公演中止[16]
  - 2.5次元ダンスライブ「ALIVESTAGE Episode 6『Gift』」（2022年3月18日 - 27日、ヒューリックホール東京）[17]
  - 2.5次元ダンスライブ「TSUKIPRO STAGE Episode2『月野奇譚 太極伝奇 -金蘭之契-』」（2022年9月3日 - 11日、シアターGロッソ）[18] ※全公演中止[19]
  - 2.5次元ダンスライブ「ALIVESTAGE Episode7『斬心 -霖雨蒼生-』」（2023年1月20日 - 29日、ヒューリックホール東京）※お当番[20]
  - 2.5次元ダンスライブ「ALIVESTAGE Episode 8『太極伝奇の、舞台裏』」（2023年7月29日 - 8月7日、なかのZERO 大ホール）[21]
  - 2.5次元ダンスライブ「ALIVESTAGE Episode 9『オトアツメ feat.ORIGIN』」（2024年5月10日 - 19日、ヒューリックホール東京）※お当番[22]
  - 「ALIVESTAGE」＆「S.Q.S」ツキプロ合同ライブ(仮)（2024年11月20日 - 24日、東京ドームシティ シアターGロッソ）

- 音楽劇『黒と白 -purgatorium-』- 色欲（アスモデウス）役
  - 音楽劇『黒と白 -purgatorium-』（2020年2月19日 - 2月23日、日本青年館ホール）[23]
  - 音楽劇『黒と白 -purgatorium- ad libitum』（2020年11月27日 - 12月6日、ヒューリックホール東京）[24]
  - 音楽劇『黒と白 -purgatorium- amoroso』（2021年6月30日 - 7月4日、シアターGロッソ）[25]
- 舞台『福』に憑かれた男（2023年3月1日 - 5日、シアター・アルファ東京）- 川田樹 役[26]
- 少年Komplex
  - 少年Komplex 第四回本公演『URI ～雨降ればカッパが笑う～2023』（2023年9月6日 - 10日、せんがわ劇場）- タイキ 役
  - 少年Komplex 第六回本公演『STAR CARNIVAL〜星祭〜』（2024年1月31日 - 2月4日、せんがわ劇場）- ペテル 役
- ProjectK 4th公演『死にたい俺と、生きたいお前。』『生きたい私と、死にたいあなた。』（2023年11月7日 - 12日、池袋シアターグリーンBASE THEATER）

### イベント・配信
- clap!（Jamming Flow）
- 舞台『サクラ大戦奏組 〜薫風のセレナーデ〜』DVD発売記念イベント『トークショウ、君に』
- 池袋チャリンコ倶楽部vol.6『連続舞台小説DAB＋製作発表イベント』
- Blu-ray 2.5次元ダンスライブ「ALIVESTAGE」Episode 1『Let us go singing as far as we go: the road will be less tedious. - 歌いながら歩こうよ -』発売記念イベント (2019年12月7日）
- Blu-ray 2.5次元ダンスライブ「ALIVESTAGE」Episode 2『月花神楽　-青と緑の物語-』発売記念イベント (2020年5月9日、ヒューリックホール東京）※中止
- ツキプロチャンネル48時間生配信2022（2022年11月5日・6日、YouTube・ニコニコ生放送）※5日のみ出演[27]
- 飛び出せ！🎀エイプリル（2023年4月1日、YouTube）[28]
- プロステＴＶ『アニメイト出張編』（2023年5月21日、animate hall BLACK）[29]
- Hi-touch STAY presents 『塩澤英真 Birthday Event~今年の夏は、いっしょだね。』（2023年7月24日、渋谷カフェカルチェラタン）
- 少年Komplex 第四回本公演 『URI ～雨降ればカッパが笑う～2023』前夜祭（2023年8月19日、大塚ドリームシアター）
- ツキプロチャンネル48時間マジカルTV（2023年11月3日・4日、YouTube・ニコニコ生放送）※4日のみ出演[30]
- 2.5次元ダンスライブ「ALIVESTAGE Episode 7『斬心 -霖雨蒼生-』」発売記念イベント（2023年11月26日、animate hall BLACK）
- 少年Komplex『STAR CARNIVAL〜星祭〜』前夜祭トークショー（2024年1月20日、RAINBOW AKABANE STUDIO）
- 少年Komplex『STAR CARNIVAL〜星祭〜』後夜祭トークショー（2024年2月25日、RAINBOW AKABANE STUDIO）
- 2.5次元ダンスライブ「ALIVESTAGE Episode 8『太極伝奇の、舞台裏』」発売記念イベント（2024年3月20日、animate hall BLACK）
- Hi-touch STAY presents Fun Event『Hide and U Vol.1』（2024年3月28日、下北沢ニュー風知空知）
- 2.5次元ダンスライブ「ALIVESTAGE Episode 9『オトアツメ feat.ORIGIN』」発売記念イベント（2025年1月11日、animate hall BLACK）

### DVD
- ミュージカル・テニスの王子様 supporter's DVD vol.4 不動峰&聖ルドルフ学院編（2007年2月20日）
- 峠最速バトル －ドリフト86伝説－（2010年2月2日）- 吉原ユウタ 役
- 本当は聞きたくない！山の怖い話その二（2011年7月6日）
- 別れた女房の恋人（2016年）

### PV
- サスケ『永遠の夏』（2005年）
- 伊藤由奈 feat. Spontania『今でも 会いたいよ…』（2009年）- 水泳部員 役
- Safarii『ウソツキ』（2009年）
- キム・ドンワン×広瀬香美『My Summer Girl』（2011年）

## CD
- SEEDS OF MOVIES サブライム（2006年3月15日発売） AVCD-17874 - 山内亮／九兵衛 役
- One Love（2006年8月2日発売） BZCM-1017 - sprout名義
TBS系 愛の劇場『大好き!五つ子Go²!!』主題歌
- バカは嫌いだ以上コーダ（2013年9月19日発売）HSB-0251 - 舞台『サクラ大戦奏組』　奏組歌音曲 第4番（源三郎）

### 『イブステ』シリーズ関連
| 発売日   | 商品名 | キャスト | 歌                                                 |
| 2019年   | 2019年 | 2019年 | 2019年                                             |
| -------- | --- | --- | -------------------------------------------------- |
| 11月29日 | 2.5次元ダンスライブ「ALIVESTAGE Episode 2『月花神楽』」主題歌                                                  | SOARA: 大原空 役：堀田竜成、在原守人 役：石渡真修、神楽坂宗司 役：吉田知央、宗像廉 役：植田慎一郎、七瀬望 役：渡邉響 Growth: 衛藤昂輝 役：塩澤英真、八重樫剣介 役：石川翔、桜庭涼太 役：三谷怜央、藤村衛 役：岩佐祐樹 | 『月花神楽』                                       |
| 11月29日 | 2.5次元ダンスライブ「ALIVESTAGE Episode 2『月花神楽』」～浅葱の章～ 挿入歌                                     | Growth: 衛藤昂輝 役：塩澤英真、八重樫剣介 役：石川翔、桜庭涼太 役：三谷怜央、藤村衛 役：岩佐祐樹 | 『浅葱萌ゆ』                                       |
| 2020年   | | |                                                    |
| 5月29日  | 2.5次元ダンスライブ「ALIVESTAGE Episode 3『SCHOOL REVOLUTION Hello 神さま 僕はここにいる！』」主題歌           | SOARA: 大原空 役：堀田竜成、在原守人 役：石渡真修、神楽坂宗司 役：吉田知央、宗像廉 役：植田慎一郎、七瀬望 役：渡邉響 Growth: 衛藤昂輝 役：塩澤英真、八重樫剣介 役：石川翔、桜庭涼太 役：三谷怜央、藤村衛 役：岩佐祐樹 | 『SCHOOL REVOLUTION Hello 神さま 僕はここにいる!』 |
| 5月29日  | 2.5次元ダンスライブ「ALIVESTAGE Episode 3『SCHOOL REVOLUTION Hello 神さま 僕はここにいる！』」Ver.GREEN 劇中歌 | Growth: 衛藤昂輝 役：塩澤英真、八重樫剣介 役：石川翔、桜庭涼太 役：三谷怜央、藤村衛 役：岩佐祐樹 | 『to the future』                                  |
| 2021年   | | |                                                    |
| 2月26日  | 2.5次元ダンスライブ「ALIVESTAGE Episode 4『WYD』」主題歌                                                       | SOARA: 大原空 役：堀田竜成、在原守人 役：石渡真修、神楽坂宗司 役：吉田知央、宗像廉 役：植田慎一郎、七瀬望 役：渡邉響 Growth: 衛藤昂輝 役：塩澤英真、八重樫剣介 役：石川翔、桜庭涼太 役：橘りょう、藤村衛 役：岩佐祐樹 | 『WYD』                                            |
| 2月26日  | 2.5次元ダンスライブ「ALIVESTAGE Episode 4『WYD』」Ver.GREEN 劇中歌                                             | Growth: 衛藤昂輝 役：塩澤英真、八重樫剣介 役：石川翔、桜庭涼太 役：橘りょう、藤村衛 役：岩佐祐樹 | 『ハウル -ver.WYD-』                               |
| 10月8日  | 2.5次元ダンスライブ「ALIVESTAGE Episode 5『月野百鬼夜行綺譚 天獄 -君死にたまふことなかれ-』」主題歌            | SOARA: 大原空 役：堀田竜成、在原守人 役：石渡真修、神楽坂宗司 役：吉田知央、宗像廉 役：植田慎一郎、七瀬望 役：渡邉響 Growth: 衛藤昂輝 役：塩澤英真、八重樫剣介 役：石川翔、桜庭涼太 役：橘りょう、藤村衛 役：岩佐祐樹 | 『万古詠唱』                                       |
| 2022年   | | |                                                    |
| 4月1日   | 2.5次元ダンスライブ「ALIVESTAGE Episode 6『Gift』」主題歌                                                      | SOARA: 大原空 役：堀田竜成、在原守人 役：石渡真修、神楽坂宗司 役：吉田知央、宗像廉 役：植田慎一郎、七瀬望 役：渡邉響 Growth: 衛藤昂輝 役：塩澤英真、八重樫剣介 役：石川翔、桜庭涼太 役：橘りょう、藤村衛 役：岩佐祐樹 | 『Gift For The Music』                             |
| 2023年   | | |                                                    |
| 2月17日  | 2.5次元ダンスライブ「ALIVESTAGE Episode 7『斬心 -霖雨蒼生-』」主題歌                                           | SOARA: 大原空 役：堀田竜成、在原守人 役：影山達也、神楽坂宗司 役：吉田知央、宗像廉 役：植田慎一郎、七瀬望 役：渡邉響 Growth: 衛藤昂輝 役：塩澤英真、八重樫剣介 役：石川翔、桜庭涼太 役：田中尚輝、藤村衛 役：岩佐祐樹 | 『斬心-無形ノ八重-』                               |
| 9月29日  | 2.5次元ダンスライブ「ALIVESTAGE Episode 8『太極伝奇の、舞台裏』」主題歌                                        | SOARA: 大原空 役：堀田竜成、在原守人 役：影山達也、神楽坂宗司 役：吉田知央、宗像廉 役：植田慎一郎、七瀬望 役：渡邉響 Growth: 衛藤昂輝 役：塩澤英真、八重樫剣介 役：石川翔、桜庭涼太 役：田中尚輝、藤村衛 役：岩佐祐樹 | 『太極伝奇～約束～』                               |
| 2024年   | | |                                                    |
| 7月26日  | 2.5次元ダンスライブ「ALIVESTAGE Episode 9『オトアツメ feat.ORIGIN』」主題歌                                    | SOARA: 大原空 役：堀田竜成、在原守人 役：影山達也、神楽坂宗司 役：吉田知央、宗像廉 役：植田慎一郎、七瀬望 役：渡邉響 Growth: 衛藤昂輝 役：塩澤英真、八重樫剣介 役：石川翔、桜庭涼太 役：田中尚輝、藤村衛 役：岩佐祐樹 | 『ORIGIN -芽生えの詩-』                            |

### 音楽劇『黒と白』シリーズ関連
| 発売日  | 商品名                                      | キャスト | 歌                 |
| 2020年  | 2020年                                      | 2020年 | 2020年             |
| ------- | ------------------------------------------- | --- | ------------------ |
| 3月20日 | 音楽劇『黒と白-purgatorium-』劇中歌         | 色欲・アスモデウス 役：塩澤英真、純潔・サリエル 役：佐藤信長                                                                                                | 『Luxuria -色欲-』 |
| 2021年  |                                             | |                    |
| 8月27日 | 音楽劇『黒と白-purgatorium- amoroso』劇中歌 | 色欲・アスモデウス 役：塩澤英真、嫉妬・レヴィアタン 役：須賀京介、寛容・ガブリエル 役：千葉瑞己、寵愛・ハニエル 役：植田慎一郎、夢想・ラミエル 役：鈴木遥太 | 『大地と命の賛歌』 |

## オリジナル曲
- サヨナラのメロディ
作詞：吉田浩太、田中智章、ジョン・ヒジリ／作曲：佐藤悠輔
テレビ東京系ドラマ『恋愛診断-サヨナラのメロディ-』挿入歌

## その他
- ku_on (クオン) ALONE，FOR ALL ETERNITY- - 主演　佐野博之 役